# Cronologia da pré-história
Esta é uma cronologia da pré-história, que visa a relacionar os principais eventos ocorridos na pré-história, desde o Big Bang até a invenção da escrita, regista os principais fatos, percebidos por diversos ramos da Ciência: História, Astronomia, Física, Paleontologia, Biologia, Geologia, entre outros.
- Para eventos que datam da formação do universo[1] até o surgimento do Sistema Solar ver: Cronologia da formação do universo.
- Para eventos que datam da formação do planeta[2] até ascensão dos seres humanos modernos ver: Cronologia da história natural da Terra.
- Para os eventos que datam da primeira aparição do Homo sapiens antes da invenção da escrita[3] ver: Cronologia da pré-história humana.

### Artigos
- Pré-história
- Pré-história da Península Ibérica
- História pré-cabralina do Brasil

### Cronologias
- Cronologia do Universo
- Cronologia da história do mundo
- Cronologia da história de Portugal
- Cronologia da história do Brasil